# Velký a Malý Bezděz
Velký a Malý Bezděz je národní přírodní rezervace zahrnující kopce Bezděz a Malý Bezděz v okrese Česká Lípa. Svahy Malého Bezdězu jsou chráněným územím od roku 1949. Na vrcholu Bezdězu stojí stejnojmenný hrad.

## Historie
Chráněné území na Malém Bezdězu vyhlásilo Ministerstvo školství, věd a umění 12. listopadu 1949. Státní přírodní rezervace Malý Bezděz byla vyhlášena dne 29. listopadu 1988.
Přírodní rezervaci zahrnující oba vrchy vyhlásil Okresní úřad Česká Lípa dne 1. ledna 1994 s rozlohou 28,21 hektaru. Ke změně statutu ochrany došlo 1. října 2009, kdy Ministerstvo životního prostředí chráněné území zařadilo do kategorie národní přírodních památek.
Lokalita Velký a Malý Bezděz s rozlohou 73,69 ha je zapsána do soupisu Evropsky významných lokalit Natura 2000 pod číslem CZ0514243. Předmětem ochrany je jeskyně nepřístupná veřejnosti a tesařík alpský.

## Přírodní poměry

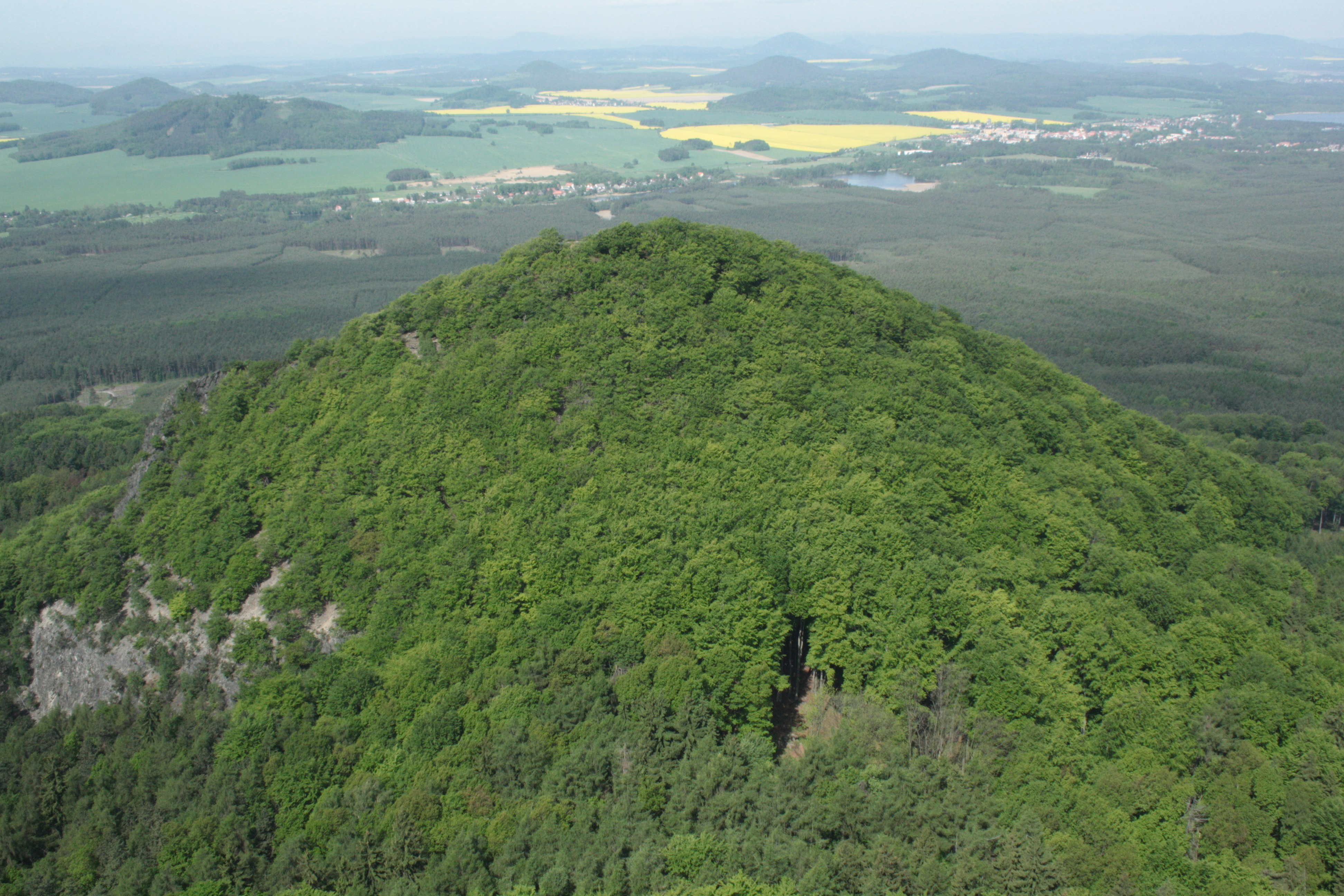
Malý Bezděz

Oba znělcové vrcholy, Bezděz (606 metrů) se středověkým královským hradem na svém vrcholu i Malý Bezděz (577 metrů) jsou výraznou dominantou Českolipska. Jižně od nich stojí vesnice Bezděz, v jejímž katastrálním území se oba kopce nachází. Na jejich svazích se vyskytují sutě s listnatým porostem dubu letního, břízy bělokoré, smrku ztepilého. V severním svahu Bezdězu je pseudokrasová puklinová paledová jeskyně (nazývána běžně Ledovou jeskyní). Je hluboká 15 metrů a led v ní v létě zcela či částečně roztává.
Bezděz a Malý Bezděz patří do geomorfologického celku Ralská pahorkatina, podcelku Dokeská pahorkatina, okrsku Bezdězská vrchovina a podokrsku Slatinská pahorkatina, konkrétně do její Bezdězské části. Tato část zahrnuje právě jen Bezděz a Malý Bezděz.

### Flora a fauna
Z chráněných a vzácných rostlin se zde vyskytuje hvozdík sivý (Dianthus gratianopolitanus), česnek tuhý (Allium strictum), kavyl Ivanův (Stipa pennata), strdivka sedmihradská (Melica transsilvanica) a netřeskovec výběžkatý (Jovibarba globifera). Mimo běžných druhů lesní zvěře např. daněk evropský (Dama dama), sokol stěhovavý (Falco peregrinus) zde žije mimo jiné vzácný tesařík alpský (Rosalia alpina).
V letech 2005–2008 byl proveden průzkum v Ledové jeskyni, při němž byl doložen výskyt běžných i ohrožených bezobratlých živočichů, zejména brouků (např. drabčíci). Unikátním byl nález práchnivce druhu Choleva lederiana. Při průzkumu v červenci 2005 byl pod vrstvou listí v jeskyni nalezen podlahový a stěnový led.

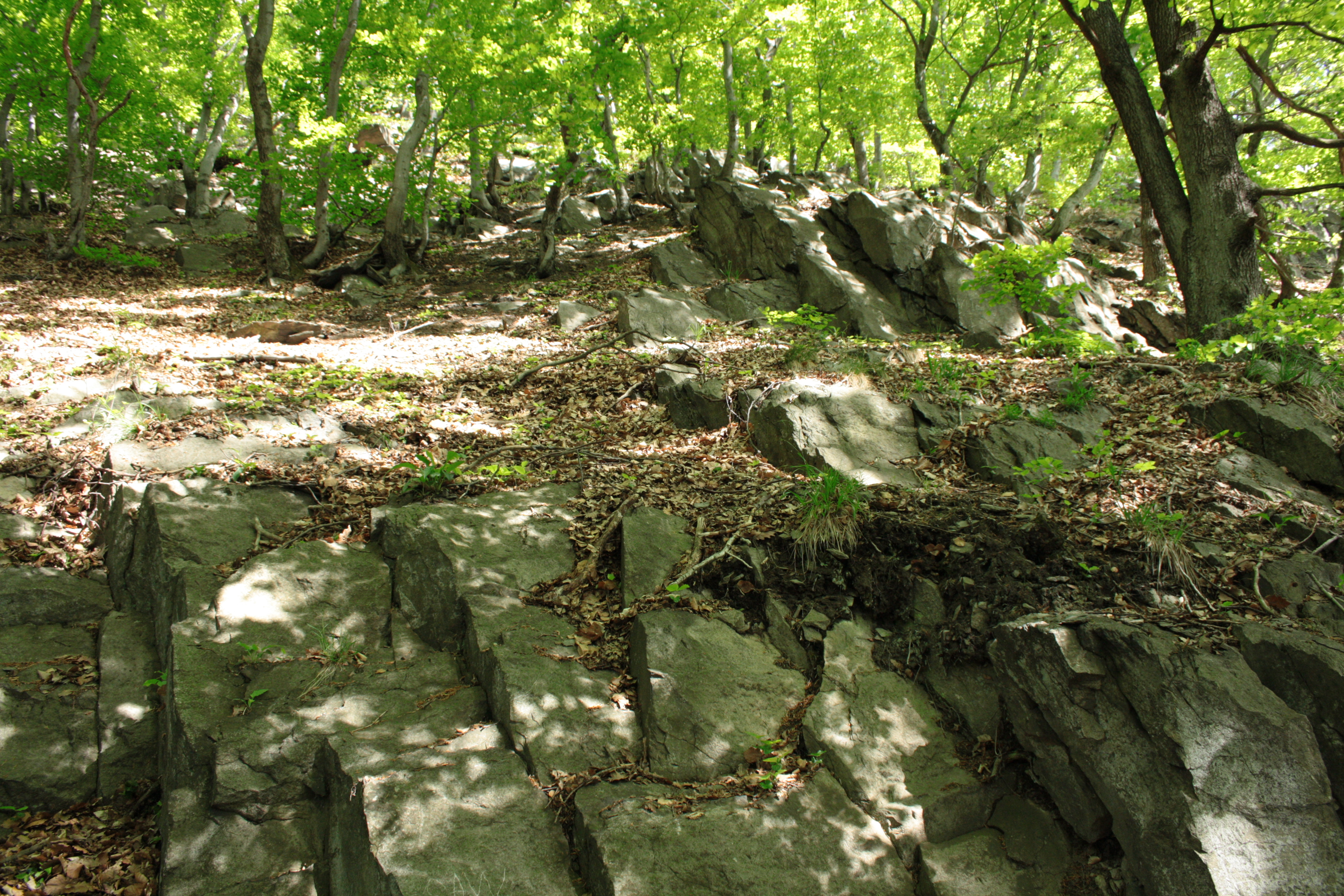
Znělcové skalky na Malém Bezdězu

## Přístup
Bezděz se svým hradem je přístupný po odbočce z červené turistické trasy (evropská dálková trasa E10), do obce na úpatí vede také zelená a modrá trasa a cyklostezky 0060 a 3045.